# Ichikawa Danjūrō II

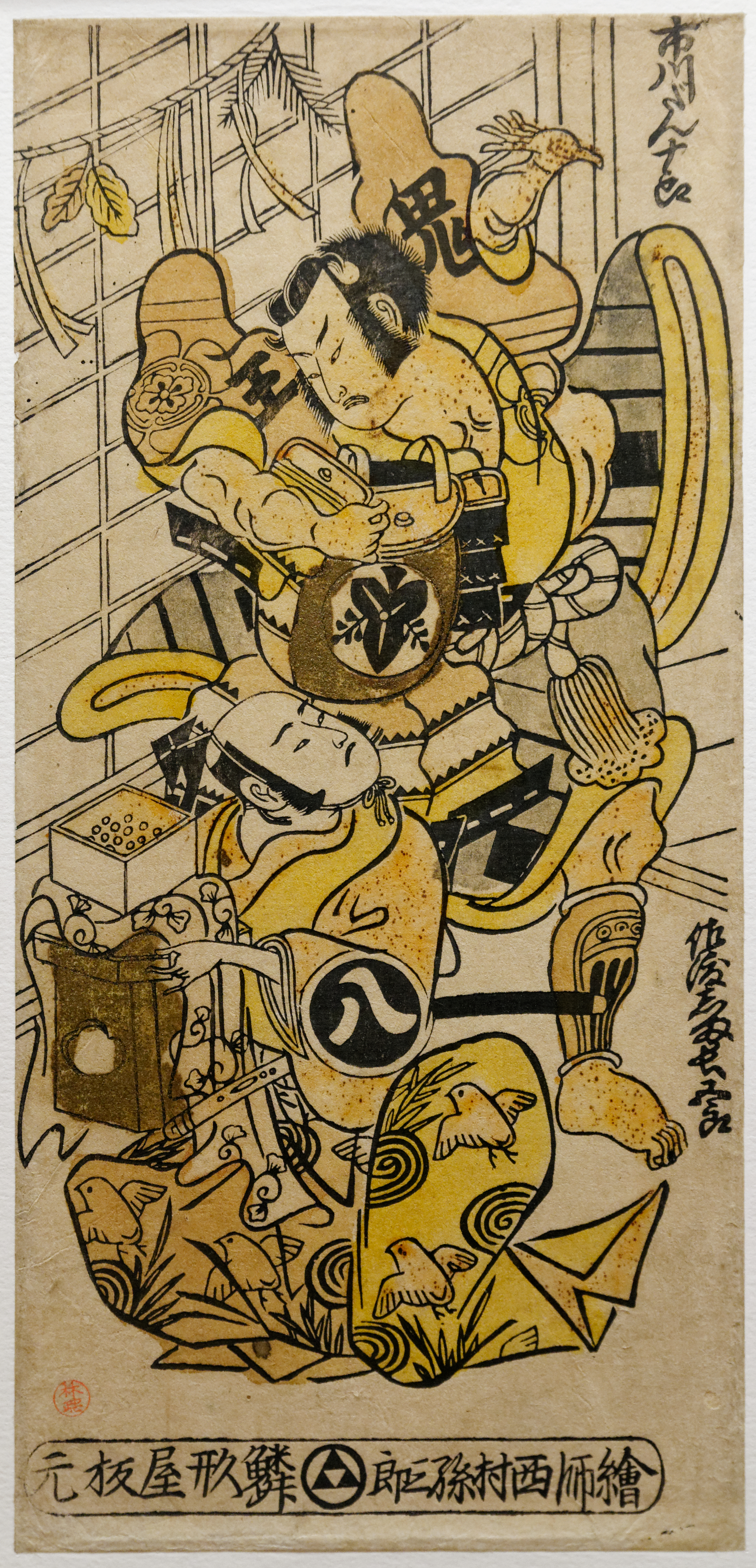
Ichikawa Danjūrō II como Kio, e Sadojima Chojoro como Soga no Juro em uma cena da peça de ano novo Hatsu-goyomi akinai Soga no teatro Nakamura-za.

Ichikawa Danjuro IINidaime Ichikawa Danjuro, lit. Segundo Ichikawa Danjuro (二代目市川団十郎) foi um ator de kabuki de uma prestigiada linhagem de atores da região de Edo, e viveu entre os anos de 1688 e 1758. "Ichikawa Danjuro" é o nome da linhagem de atores.

## Carreira
O muito famoso filho de Ichikawa Danjuro I, Danjuro II atuou sob o nome de Ichikawa Kuzo I de 1697 até 1704, no ano em que seu pai foi morto no camarim por um colega de palco, Ikushima Hanroku. Danjuro II assumiu o nome do pai cinco meses depois do incidente, e o manteve até 1735, ano em que obteve o nome Ichikawa Ebizo II. Depois disso, o nome foi passado adiante em uma linhagem direta, por exemplo, Danjuro III e Danjuro IV eram filhos adotados de Danjuro II; Danjuro VI era um filho adotado de Danjuro V, e Danjuro VII era um filho adotado de Danjuro VI.
No mundo conservador do kabuki, nomes artísticos usados por atores são organizados em um sistema formal que os converte em uma marca de realização. Em 1840, Danjuro IV criou o Kabuki JuhachibanDezoito grandes peças de Kabuki (歌舞伎十八番) para lembrar o mundo teatral da proeminência da sua família no kabuki, especialmente na criação e desenvolvimento de papéis no estilo aragoto. Essa coleção de dezoito peças é uma compilação dos papéis representativos dos seus predecessores na linhagem Ichikawa Danjuro. O trabalho apresenta o personagem Benkei, que foi interpretado por Danjuro I e Danjuro II. Essa é a ie no geiArte familiar (家の芸) da linhagem Danjuro.

## Linhagem da família Ichikawa Danjuro
- Ichikawa Danjūrō I (1660–1704)[5]
- Ichikawa Danjūrō II (1688–1758)[5]
- Ichikawa Danjūrō III (século XVIII)[1]
- Ichikawa Danjūrō IV (1711–1778)[1]
- Ichikawa Danjūrō V (1741–1806)[5]
- Ichikawa Danjūrō VI (séculos XVIII-XIX)[1]
- Ichikawa Danjūrō VII (1791–1859)[1]
- Ichikawa Danjūrō VIII (1822–1854)
- Ichikawa Danjūrō IX (1838–1903)[5]
- Ichikawa Danjūrō X (século XIX)[1]
- Ichikawa Danjūrō XI (1909–1965)[1]
- Ichikawa Danjūrō XII (1946–2013)[1]

## Veja também

Brasão (mon) da família Ichikawa.